# Beer can chicken
Il beer can chicken è un piatto statunitense che risulta essere inventato nella Louisiana.
Il singolare metodo di preparazione del beer can chicken, in cui viene inserita una lattina di birra nella cavità addominale di un pollo intero che assume così una postura "seduta" durante la sua cottura, ha spinto molti a soprannominare ironicamente tale piatto chicken on a throne ("pollo su un trono"), beer butt chicken ("pollo con la birra nel sedere"), dancing chicken ("pollo che balla") e drunken chicken (pollo ubriaco).

## Descrizione
Il beer can chicken viene preparato inserendo una lattina di birra aperta e parzialmente piena nella cavità inferiore di un pollo che, durante la cottura, viene posto verticalmente sulla griglia o in forno. Durante il processo di cottura la birra evapora, sprigionando umidità nella cavità dell'uccello e conferendo l'aroma della birra alla carne. La posizione eretta dell'animale permette alla carne di sgrassarsi e di cuocere la pelle in modo uniforme. Il pollo può essere marinato e speziato prima della cottura.

## Accoglienza

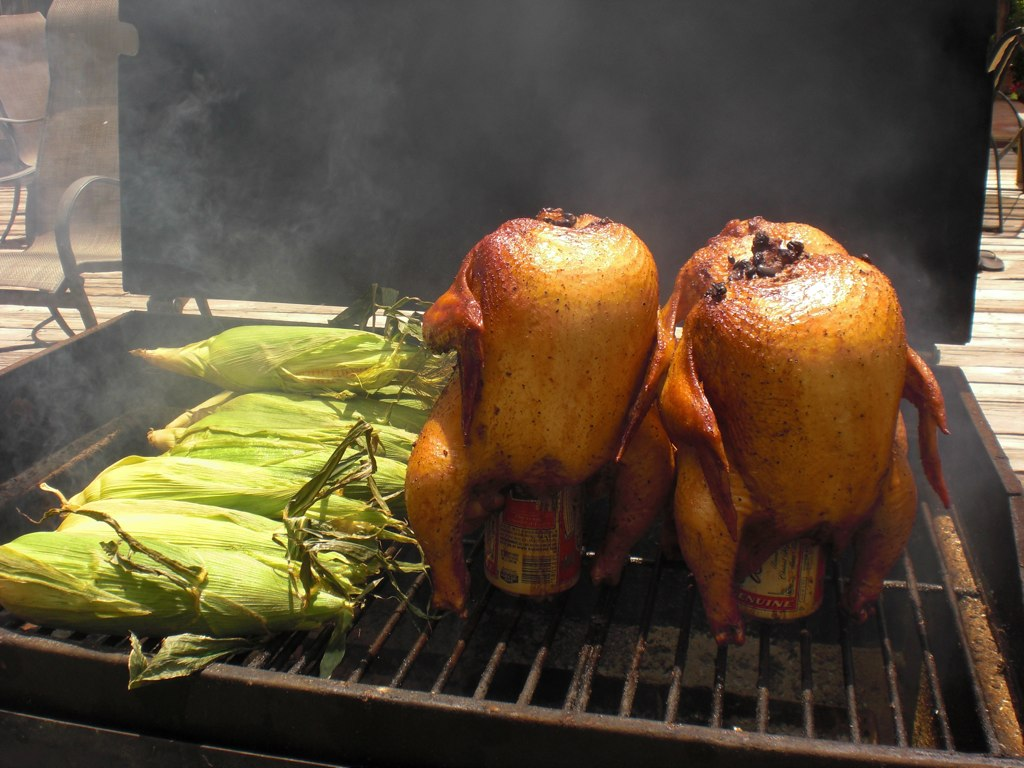
Tre beer can chicken durante la cottura

Tale piatto è stato apprezzato da alcuni entusiasti proponenti secondo cui la birra, evaporando, manterrebbe umido il pollo all'interno, mentre il calore secco della griglia renderebbe la pelle croccante. Il cuoco britannico Jamie Oliver afferma che "il vapore della birra crea i risultati più sorprendenti", mentre, secondo lo Houston Press, "quando è ben fatto, l'uccello risultante è umido, succulento e un piacere per la folla." Il quotidiano asserisce anche che il suo sapore sarà ulteriormente migliore se viene "strofinato con aglio, erbe aromatiche, spezie e condimenti" prima della cottura.
Per contro, alcuni hanno messo in discussione la pratica di usare una lattina di birra ritenendola inutile o pericolosa. Secondo Epicurious, il pollo alla birra "potrebbe essere una bufala", in quanto non differirebbe in alcun modo dal normale pollo arrosto e sostiene che la birra non può penetrare ai lati del pollo a causa della lattina di birra inserita al suo interno. Lo stesso quotidiano dichiara che "se l'acqua potesse evaporare, se la birra potesse evaporare, potrebbe entrare in contatto con le spalle del pollo, nulla di più." L'Istituto federale di valutazione dei rischi tedesco sconsiglia di cucinare il pollo usando una lattina di birra in quanto la cottura di quest'ultima favorirebbe il trasferimento dell'inchiostro e altre sostanze tossiche nella carne.

## Popeyes' Beer Can Chicken
Nell'ottobre del 2014, la catena di ristoranti Popeyes Louisiana Kitchen ha proposto un beer can chicken in edizione limitata che non presentava birra. Il piatto consisteva in un petto di pollo tagliato a fette, marinato in una miscela di spezie ideata per imitare il sapore del pollo alla birra e successivamente sottoposto a frittura profonda. La miscela era composta da burro, cipolla, aglio, rosmarino, scorza di limone, pepe di Cayenna e un "ingrediente segreto" che la Popeyes Louisiana Kitchen non ha mai rivelato. Il direttore marketing della società ha dichiarato a una fonte di stampa che la società "ha lavorato per anni" al beer can chicken.